# Toxorhynchites rickenbachi
Toxorhynchites rickenbachi är en tvåvingeart som beskrevs av Ribeiro 1991. Toxorhynchites rickenbachi ingår i släktet Toxorhynchites och familjen stickmyggor. Inga underarter finns listade i Catalogue of Life.